# Who Let the Dogs Out
Who Let the Dogs Out è il quinto album studio del gruppo musicale bahamense Baha Men, pubblicato il 25 luglio 2000 dalla Artemis Records.
La traccia omonima da cui trae il nome l'album è stata nella classifica delle Top 40 negli Stati Uniti nel 2000, ed è la canzone di maggior successo nella carriera del gruppo.

## Tracce
1. Who Let the Dogs Out? – 3:16 (Anslem Douglas)
2. You All Dat – 3:24 (Nehemiah Heild, Steven Greenberg, Mark Hudson, Herschel Small, Michael Mangini, Solomon Linda)
3. Get Ya Party On – 3:17 (Michael Mangini, Cedric Poitier, Anthony Flowers, Herschell Small, Marvin Prosper, Patrick Carey, Colyn Grant, Jeffrey Chea)
4. Getting Hotter – 3:48 (Herschel Small, Patrick Carey, Marvin Prosper)
5. Summer of Love – 4:13 (Mark Hudson, Dennis Scott, Kenneth Scott, Steve Dudas)
6. You Can Get It – 4:13 (Desmond Child, Herschell Small)
7. It's All in the Mind – 3:36 (Anthony Flowers, Marvin Prosper, Skoti-Alain Elliot, Herschell Small, Patrick Carey)
8. Where Did I Go Wrong – 4:00 (Jeffrey Chea, Harlem Curly Wilson, Herschell Small, Anthony Curtis, Marvin Prosper)
9. You're Mine – 3:46 (Colyn Grant, Herschell Small)
10. What's Up, Come On – 3:02 (Anthony Flowers, Herschell Small, Jeffrey Chea)
11. Shake It Mamma – 4:04 (Anthony Flowers, Cedric Poitier)
12. Who Let the Dogs Out? (Barking Mad Mix) – 3:09 (Anslem Douglas)

## Classifiche

### Classifiche settimanali
| Classifica (2000-01) | Posizione massima |
| -------------------- | ----------------- |
| Australia            | 16                |
| Nuova Zelanda        | 12                |
| Regno Unito          | 100               |
| Stati Uniti          | 5                 |
| Svizzera             | 31                |

### Classifiche di fine anno
| Classifica (2000) | Posizione |
| ----------------- | --------- |
| Stati Uniti       | 70        |
| Classifica (2001) | Posizione |
| Stati Uniti       | 38        |